# Дардан от Атина
Вижте пояснителната страница за други личности с името Дардан.
Дардан от Атина (на старогръцки: Δάρδανος; Dardanos; Dardanus; * 2 век пр.н.е.; † 1 век пр.н.е.) е древногръцки философ стоик (Средна стоа) от Атина ок. 160 пр.н.е. – ок. 85 пр.н.е. през Римската ера на стоицизма.
Той е ученик на Диоген Вавилонски и Антипатър от Тарс. Цицерон го характеризира  като лидер (схоларх) на стоическата школа (на латински: principes Stoicorum) съвместно с Мнесарх. След смъртта на Панетий Родоски († ок. 110/109 пр.н.е.) атинската школа на стоиците била раздробена, и Дардан е един от лидерите на стоицизма през тази епоха.
По времето, когато Цицерон учи философия в Атина през 79 пр.н.е., Дардан вероятно е мъртъв.